# 南の星 (雑誌)

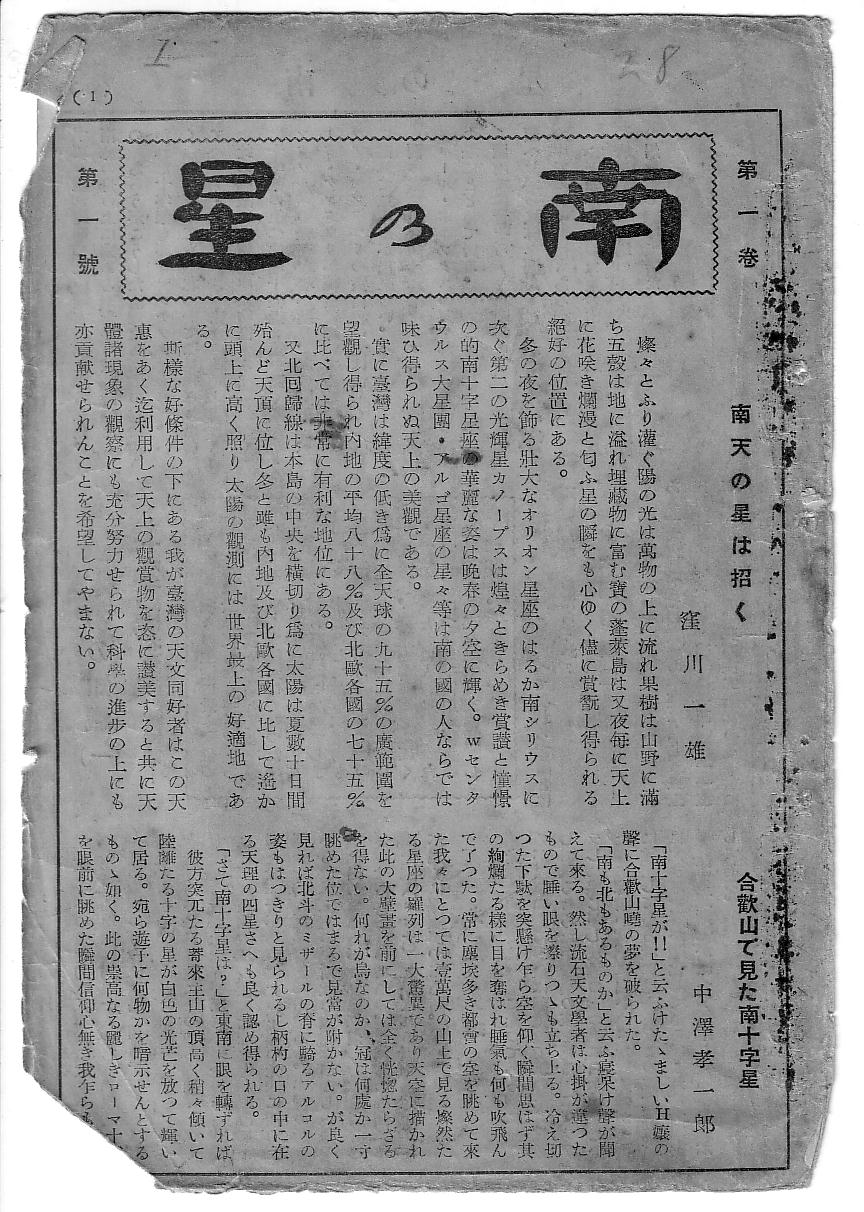
「南の星」第1巻第1号

南の星（みなみのほし）とは、台湾本島で1939年（昭和14年）6月に創立された天體觀測同好會（台北市公会堂事務所内）の機関誌である。昭和23年7月創刊の同名雑誌とは無関係である。第3巻第12号まで、國立臺灣圖書館に収蔵されている。月刊。

## 概要
1940年（昭和15年）2月に第1巻第1号が発行され、同年12月に第11号が発行された。
1941年（昭和16年）1月から12月まで、第2巻全12号が発行された。
1942年（昭和17年）1月から12月まで、第3巻第12号までの発行が確認されている。
1943年（昭和18年）1月3日に窪川一雄が病没したため、発行が停止したものと考えられる。

## 内容
第一巻第一號（昭和15年2月20日発行）
- 「南天の星は招く」（窪川一雄）、「合歡山で見た十字星」（中澤孝一郎）、紙上天文講話「太陽の知識（一）太陽の構造」、「天體写真コント」（和泉宏彌）、「續高砂族物語（一）宵の明星と暁の明星」、「恍惚夜空を飾る」、本會會員御紹介

第一巻第二號（昭和15年3月26日発行）
- 「天體觀測と氣象の關係」（窪川一雄）、「本島に於ける太陽の傳説」（東方孝義）、紙上天文講座「太陽の知識（二）」（窪川一雄）、「彗星探しを奨める」（XYZ生）、「世界天文界消息」（中島精治）

第一巻第三號（昭和15年4月18日発行）
- 「現代の宇宙觀」（松隈健彦）、紙上天文講座「星座の解説（一）」（窪川一雄）、「觀天漫語」（XYZ生）、「續高砂族物語（二）」、彙報

第一巻第四號（昭和15年5月15日発行）
- 「現代の宇宙觀（二）」（松隈健彦）、「星と人生」（シ、グリフイン）、紙上天文講座「星座の解説（二）」（窪川一雄）、「思ひつくまゝ」（MA生）、「續高砂族星物語（三）」、彙報

第一巻第五號（昭和15年6月17日発行）
- 「臺灣旅行日記から」（水野千里）、「百萬兩の天文學」（村上晴明）、紙上天文講座「星座の解説（三）」（窪川一雄）、觀天漫語」（XYZ生）、「二重星の美」（蔡章献）、「星と中學生」（C・P生）、「續高砂族星物語（四）」

第一巻第六號（昭和15年7月14日発行）
- 「星とプラネタリウム（一）」（小林正男）、「百萬兩の天文學（二）」（村上晴明）、紙上天文講座「星座の解説（四）」（窪川一雄）、「天文學的人生觀」（不人生）、彙報

第一巻第七號（昭和15年8月8日発行）
- 「百萬兩の天文學（三）」（村上晴明）、「星とプラネタリウム（つづき）」（小林正男）、紙上天文講座「星座の解説（五）」（窪川一雄）、「旅の星」（東方孝義）、彙報

第一巻第八號（昭和15年9月発行）　
- 「百萬兩の天文學（四）」（村上晴明）、「俳句と天文（一）」（藤田芳仲）、「流星」（蔡章献）、彙報

第一巻第九號（昭和15年10月12日発行）
- 「航海と天文」（秋吉海軍大佐）、「百萬兩の天文學（五）」（村上晴明）、「俳句と天文（二）」（藤田芳仲）、紙上天文講座「星座の解説（六）」（窪川一雄）、「新體制と科學する心」（XYZ生）、彙報

第一巻第十號（昭和15年11月5日発行）
- 「水星の太陽面經過に就て」（窪川一雄）、「航海と天文（承前）」（秋吉海軍大佐）、「百萬兩の天文學（六）」（村上晴明）、「消息四つ」、彙報

第一巻第十一號（昭和15年12月7日発行）
- 「木星と土星」（窪川一雄）、「百萬兩の天文學（七）」（村上晴明）、紙上天文講座「星座の解説（七）」（窪川一雄）、「彗星探訪記」（S・S生）、彙報

第二巻第一號（昭和15年12月31日発行）
- 「天文学の使命」（平山清次）、「敵前上陸と天文學」（秋風散人）、「百萬兩の天文學（八）」（村上晴明）、「織女星は雀を恨む」（張文環）、「臺灣で見える冬の星座に就て」（和泉生）、彙報

第二巻第二號（昭和16年2月5日発行）　題字：平山清次博士、表紙（星圖）：和泉宏彌
- 「目次」、「今年の皆既日食に就て」（窪川一雄）、「天文閑話」（村上春太郎）、「冬星を詠む」（昌久）、一九四〇年度に於ける太陽黒點觀測を了りて」（蔡章献）、「地球の後継者は金星か」（秋風散人）、紙上天文講座「星座の解説（八）」（窪川一雄）、「星の思ひ出」（S・S星）、「百萬兩の天文學（九）」（晴明星）、彙報

第二巻第三號（昭和16年3月10日発行）　題字：平山清次博士、表紙（星圖）：和泉宏彌
- 「目次」、「天文閑話（二）」（村上春太郎）、「『ローソツプ島』日食觀測の思ひ出」（窪川一雄）、「百萬兩の天文學（十）」（晴明星）、觀測、彙報

第二巻第四號（昭和16年4月15日発行）　題字：平山清次博士、表紙（星圖）：和泉三思
- 「目次」、「天文閑話（三）」（村上春太郎）、「南天の壽星カノープスを詠む」（藤田芳仲）、紙上天文講座「星座の解説（九）」（窪川一雄）、「古代天文學史序説」（晴明生）、「野尻抱影先生より」、「星圖の見方に就て」（和泉三思）、「觀測欄」（蔡章献）、「彙報欄」

第二巻第五號（昭和16年5月20日発行）　題字：平山清次博士、表紙（星圖）：和泉三思
- 「目次」、"THE SUN-HEAT IN FORMOSA" Roy Budoni、「天文閑話（四）」（村上春太郎）、「日食は何故起るか」（窪川一雄）、「フオーブス古代天文學史序説（二）」（晴明生）、「日蝕に對する臺灣の慣習」（東方孝義）、「觀測欄」（蔡章献）、「彙報欄」

第二巻第六號（昭和16年6月24日発行）　題字：平山清次博士、表紙（星圖）：和泉三思
- 「目次」、「天文閑話（五）」（村上春太郎）、「地球はいつ亡ぶ？」（W. Camffert）、「フオーブス古代天文學史序説（三）」（晴明生）、「觀測欄」、「彙報欄」

第二巻第七號（昭和16年7月14日発行）　題字：平山清次博士、表紙（星圖）：和泉三思
- 「目次」、「本年九月二十一日の日蝕について」（山本一清）、「天文閑話（六）」（村上春太郎）、「夏星を詠える」（小林土志朗）、「高砂族と星の傳説」（平岡生）、「フオーブス古代天文學史序説（四）」（晴明生）、「觀測欄」（蔡章献）、「彙報欄」

第二巻第八號（昭和16年8月）
- 「目次」、「天文閑話（七）」（村上春太郎）、「沸騰する巨大の大気」、「火星雑考（一）」（X・Y・Z生）、「夏星に拾ふ」（藤田芳仲）、「肉眼による日食共同観測」、「觀測欄」（蔡章献）、以下、不明。

第二巻第九號（昭和16年9月6日発行）　題字：平山清次博士、表紙（古代星圖）
- 「目次」、「三度び日食觀測を前に」（窪川本會長）、「天文閑話（八）」（村上春太郎）、「南の星随想」（井本進）、「星座を詠める（二）」（小林土志朗）、「火星雜考（二）」（X・Y・Z）、「天體・音樂」（O・P・Q）、「觀測欄」（蔡章献）、「彙報欄」（肉眼による日食觀測記入用紙が添付されている。）

第二巻第十號（昭和16年10月15日発行）　題字：平山清次博士、表紙（古代星圖）
- 「目次」、「天文閑話（九）」（村上春太郎）、「太陽病む（一）」（藤田芳仲）、「彭佳嶼に於ける日蝕觀測記」（窪川一雄）、「富基角随想」（分部照成）、「富基角日蝕觀望記」（富谷隆雄）、「婦人會員による日蝕見参記」（金村那美子、佐藤登貴子、菊池うめ子）、「觀測欄」（蔡章献）、「彙報欄」

第二巻第十一號（昭和16年11月8日発行）　題字：平山清次博士、表紙（古代星圖）
- 「目次」、「天文閑話（十）」（村上春太郎）、「コロナをスケッチする」（大賀潔）、「太陽病む（二）」（藤田芳仲）、「日蝕觀測班手記」（臺北高校觀測班）、「日蝕片々録」（高橋雅子、東方孝義）、紙上天文講座「星座の解説（十）」（窪川一雄）、「觀測欄」（蔡章献）

第二巻第十二號（昭和16年12月14日発行）　題字：平山清次博士、表紙（古代星圖）
- 「目次」、「天文閑話（十一）」（村上春太郎）、「日食を觀察して（一）」（天満屋常太郎）、「コロナの眼視觀測記」（蔡章献）、「觀測欄」（S・S生）

第三巻第一號　（昭和17年1月2日発行）　題字：平山清次博士、表紙（冬の星座）：和泉三思
- 「目次」、「臺灣への希望」（山本一清）、「彭佳嶼日食遠征記」（服部忠彦）、「天文閑話（十二）の一」（村上春太郎）、「天文メモに拾ふ」（唯夫生）、紙上天文講座「星座の解説（十一）」（窪川一雄）、「天體距離の計算」（中嶋精治）、「水星の日面経過とその観測報告」（渓々生）、「觀測欄」「小望遠鏡による火星觀測（一）」（蔡章献）、「彙報欄」

第三巻第二號（昭和17年2月8日発行）　題字：平山清次博士、表紙（冬の星座）：和泉三思
- 「目次」、「天文閑話（十二）の二」（村上春太郎）、「小望遠鏡による火星觀測（二）」（蔡章献）、「黄裳天文圖（一）」（渓々生）、「空を眺める」（井野一正）、紙上天文講座「星座の解説（十二）」（窪川一雄）、「二月の天象」（S．I．生）、「萬華天體觀測所便り」（蔡章献）

第三巻第三號（昭和17年3月13日発行）　題字：平山清次博士、表紙（春の星座）：和泉三思
- 「目次」、「天文閑話（十三）」（村上春太郎）、「春の月」、「黄裳天文圖に就て（承前）」（渓々生）、「臺灣日食觀測行」（坂上務）、紙上天文講座「星座の解説（十三）」（窪川一雄）、「三月の天象」（S．I．生）、「觀測欄」（蔡章献）

第三巻第四號（昭和17年4月29日発行）　題字：平山清次博士、表紙（春の星座）：和泉三思
- 「目次」、「天文閑話（十四）」（村上春太郎）、「一般天體觀測の仕方（一）」（蔡章献）、「『天文資料展』を觀る」（金村那美子）、「觀測欄」（蔡章献）、「彙報欄」

第三巻第五號（昭和17年5月14日発行）　題字：平山清次博士、表紙（春の星座）：和泉三思
- 「目次」、「天文閑話（十五）」（村上春太郎）、「一般天體觀測の仕方（二）」（蔡章献）、「星座を詠める」（小林土志朗抄）、紙上天文講座「星座の解説（十四）」（窪川一雄）、「南十字の便り」（中島精治）、「觀測欄」（蔡章献）、「彙報欄」

第三巻第六號（昭和17年6月16日発行）　題字：平山清次博士、表紙（夏の星座）：和泉三思
- 「目次」、「六月の天象」、「天文閑話（十六）」（村上春太郎）、「昭和十六年度の太陽黒點觀測綜合報告」（蔡章献）、「夏來る」、「生物は流星に乘つて」（X・Y・Z生）、「觀測欄」（蔡章献）

第三巻第七號（昭和17年7月16日発行）　題字：平山清次博士、表紙（夏の星座）：和泉三思
- 「目次」、「七月の天象」、「天文閑話（十七）」（村上春太郎）、「一般天體觀測の仕方（三）」（蔡章献）、紙上天文講座「星座の解説（十五）」（窪川一雄）、「觀測欄」（蔡章献）、「彙報欄」

第三巻第八號（昭和17年8月16日発行）　題字：平山清次博士、表紙（夏の星座）：和泉三思
- 「目次」、「八月の天象」、「天文閑話（十八）」（村上春太郎）、「一般天體觀測の仕方（四）」（蔡章献）、「星座に寄する」（小林土志朗）、「子午環室」、紙上天文講座「星座の解説（十六）」（窪川一雄）、「觀測欄」（蔡章献）、「彙報欄」

第三巻第九號（昭和17年9月10日発行）　題字：平山清次博士、表紙（秋の星座）：和泉三思
- 「目次」、「九月の天象」、「天文閑話（十九）」（村上春太郎）、「新星探し」（岡林滋樹）、「星の便り」（津留繁雄、窪川一雄、村上春太郎、鈴田望）、「觀測欄」（蔡章献）、「彙報欄」

附録：天體觀測同好會　會員名簿（昭和17年8月末現在）
第三巻第十號（昭和17年10月13日発行）　題字：平山清次博士、表紙（秋の星座）：和泉三思
- 「目次」、「天文閑話（二〇）」（村上春太郎）、「自然に親しむ心」（早坂一郎）、紙上天文講座「星座の解説（十七）」（窪川一雄）、「明月觀望會の集ひ」（劍持哲夫）、「觀測と彙報欄」

第三巻第十一號（昭和17年11月16日発行）　
- 「目次」、「天文閑話（二十一）」（村上春太郎）、「赤道に見る季節の星」（窪川一雄）、「俳句に現はれたる名月」（藤田芳仲）、「觀測欄」（蔡章献）

第三巻第十二號（昭和17年12月26日発行）　
- 「目次」、「天文閑話（二十二）」（村上春太郎）、「新星の話（一）」（窪川一雄）、「觀測欄」、「彙報欄」

## 奥付
- 発行兼印刷人　吉村昌久
- 印刷人　青木一良（臺北市太平町2丁目18番地）
- 印刷所　三和印刷所
- 発行所　天體觀測同好會（臺北市公會堂内）